# 夏潮 (駆逐艦)
| 艦歴     | 艦歴                                                                         |
| -------- | ---------------------------------------------------------------------------- |
| 計画     | 1937年度（③計画）                                                            |
| 起工     | 1937年12月9日                                                                |
| 進水     | 1939年2月23日                                                                |
| 就役     | 1940年8月31日竣工                                                            |
| その後   | 1942年2月9日戦没                                                             |
| 除籍     | 1942年2月28日                                                                |
| 性能諸元 |                                                                              |
| 排水量   | 基準：2,033トン                                                              |
| 全長     | 118.5m                                                                       |
| 全幅     | 10.8m                                                                        |
| 吃水     | 3.8m                                                                         |
| 機関     | ロ号艦本式缶3基 艦本式衝動タービン2基2軸 52,000馬力                          |
| 速力     | 35.5ノット                                                                   |
| 航続距離 | 18ノットで5,000浬                                                            |
| 乗員     | 239人                                                                        |
| 兵装     | 50口径三年式12.7センチ砲連装×3 25mm機銃連装×2 61cm魚雷発射管4連装×2 爆雷16個 |

夏潮（なつしお/なつしほ）は、藤永田造船所で建造された日本海軍の駆逐艦。
陽炎型駆逐艦（一等駆逐艦）の6番艦である。
1942年（昭和17年）2月8日夜、蘭印作戦に従事中の「夏潮」は上陸船団護衛中にスラウェシ島マカッサル沖において潜水艦に雷撃されて大破。姉妹艦「黒潮」による曳航中の2月9日、浸水が進んで沈没した。なお、本艦は陽炎型全19隻のうち最初の沈没艦となった。艦名は海上自衛隊のなつしお型潜水艦「なつしお」、はるしお型「なつしお」に継承された。

## 艦歴

### 太平洋戦争前
駆逐艦「夏潮」は、陽炎型駆逐艦の6番艦。藤永田造船所で1937年（昭和12年）12月9日に起工。
1938年（昭和13年）9月20日、日本海軍（米内光政海軍大臣）は舞鶴海軍工廠で建造の陽炎型4番艦を『親潮』、藤永田造船所の陽炎型6番艦（本艦）を『夏潮』、川崎造船所の陽炎型7番艦を『初風』と命名した。
同日付で、各艦は、それぞれ艦艇類別等級表に登録。
「夏潮」は1939年（昭和14年）2月23日、呉海軍工廠長や大阪海軍監督官など列席のもと、進水。
本艦の建造は陽炎型3番艦「黒潮」と同時に進められた。このあと藤永田造船所で陽炎型11番艦「浦風」、陽炎型14番艦「谷風」が起工し。藤永田造船所は陽炎型4隻（黒潮、夏潮、浦風、谷風）を同時に建造することになった。
1940年（昭和15年）1月27日、藤永田造船所で姉妹艦「黒潮」が竣工する。
5月1日、野間口兼知中佐を夏潮艤装員長に任命した。

5月3日、藤永田造船所に夏潮艤装員事務所を設置する。
同年8月31日、「夏潮」は竣工した。浦賀船渠で建造していた陽炎型5番艦「早潮」と同日付の竣工であった。呉鎮守府籍。野間口艤装員長は制式に夏潮駆逐艦長（初代）となる。夏潮艤装員事務所も撤去された。
同日（8月31日）付で、日本海軍は舞鶴海軍工廠で竣工していた陽炎型4番艦「親潮」と、完成したばかりの「夏潮」と「早潮」で第15駆逐隊を編制した。
駆逐隊司令には、植田弘之介大佐が任命されている。編成直後の第15駆逐隊は、呉鎮守府練習駆逐隊となる。
11月15日、第15駆逐隊は第二艦隊隷下の第二水雷戦隊（司令官五藤存知少将）に編入される。同時に第16駆逐隊に所属していた姉妹艦「黒潮」が第15駆逐隊に編入され、15駆は定数4隻（黒潮、親潮、早潮、夏潮）を揃えた。
1941年（昭和16年）6月18日、第15駆逐隊司令は植田大佐から佐藤寅治郎大佐に交代した
6月23日、日向沖で実施された演習で駆逐艦3隻（夏潮、峯雲、黒潮）が絡む多重衝突事故が発生する。第9駆逐隊主計長によれば、夜戦演習を終えたあとの演習魚雷回収中、朝霧のなかで速力21ノットを発揮する第9駆逐隊（朝雲、夏雲、峯雲、山雲）と、速力18ノットで航行中の第15駆逐隊が遭遇した。
「夏潮」は「峯雲」に衝突され、「夏潮」は右舷中央部に損傷被害をうけた。さらに後進をかけた「峯雲」と、前進してきた「黒潮」が衝突する多重事故が発生した。損傷艦は呉海軍工廠で修理をおこなった。

9月6日、本艦は修理を完了する。

10月20日、野間口（夏潮艦長）は第5駆逐隊司令を命じられ、長井純隆中佐（当時、海軍省人事局局員）が二代目夏潮駆逐艦長となる。長井は初春型2番艦子日二代目艦長だった事がある（前の15駆司令植田大佐は、子日初代艦長）。
10月25日、佐藤（15駆司令）は司令駆逐艦を「早潮」から「夏潮」に変更した。

### 南方作戦
太平洋戦争開戦時、陽炎型姉妹艦4隻（黒潮、親潮、早潮、夏潮）は引続き第15駆逐隊（司令佐藤寅治郎大佐）を編制、第二水雷戦隊（司令官田中頼三少将：旗艦神通）に所属し、比島部隊（指揮官高橋伊望中将/第三艦隊司令長官）の指揮下にあった。
当事の第二水雷戦隊は、第15駆逐隊以外に第8駆逐隊（大潮、朝潮、満潮、荒潮）、第16駆逐隊（雪風、時津風、初風、天津風）、第18駆逐隊（不知火、陽炎、霞、霰）が所属していたが、第8駆逐隊は南方部隊本隊（指揮官近藤信竹第二艦隊司令長官）、第18駆逐隊は南雲機動部隊警戒隊（指揮官大森仙太郎第一水雷戦隊司令官）に所属しており、第二水雷戦隊本隊とは別行動である。
1941年（昭和16年）12月上旬より、第15駆逐隊と第16駆逐隊をふくむ南方部隊（指揮官近藤信竹中将、第二艦隊司令長官）は、南方作戦にともなうミンダナオ島ダバオ、ルソン島レガスピー、ホロ島ホロ攻略作戦に参加した。パラオ出撃時の「夏潮」は、空母「龍驤」を護衛していたという。12月25日のホロ島攻略時、夏潮陸戦隊員から戦死者1名を出す。比島作戦は順調に進み、日本軍は制空権・制海権を掌握した。
フィリピン方面の作戦が一段落すると比島部隊の大部分は蘭印部隊となり、東南アジアでの作戦に従事する。12月30日、第五戦隊（司令官高木武雄少将。妙高、羽黒、那智）がダバオに到着し、所在先任指揮官は田中頼三第二水雷戦隊司令官から第五戦隊司令官に交代した。
1942年（昭和17年）1月4日、連合軍のB-17重爆数機がダバオのマララグ湾に飛来し、在泊艦隊に空襲をおこなう。蘭印作戦に関係する多くの艦艇がダバオに集結しており、重巡「妙高」（第五戦隊旗艦）が被弾して死傷者多数を出した。「妙高」被弾の様子は「夏潮」からも見えたという。第五戦隊旗艦（蘭印部隊旗艦）は「那智」に変更された。
1月7日、蘭印部隊は蘭印作戦を開始した。東方攻略部隊（支援隊〈那智、羽黒、雷、電〉、第二護衛隊〈神通、第15駆逐隊、第16駆逐隊、第21掃海隊、第5駆潜隊、哨戒艇3隻、佐世保聯合陸戦隊〉、第一根拠地隊〈長良、駆潜艇・掃海隊〉、第二航空部隊〈第十一航空戦隊〔千歳、瑞穂〕、哨戒艇、佐世保聯合陸戦隊、漁船部隊〉、横須賀第一特別逐戦隊/海軍空挺部隊）はスラウェシ島北東部ミナハサ半島のメナドを攻略する。メナド攻略は日本海軍単独で行われた。メナドへの空挺降下は日本軍最初の空挺作戦であったが、日本陸軍の申し入れにより、海軍側は空挺作戦の実施報道を延期した。
1月12日夕刻、メナドのオランダ軍守備隊は同地を放棄した。1月15日から16日にかけて、第15駆逐隊（夏潮、親潮、黒潮、早潮）、第16駆逐隊（初風、雪風、時津風、天津風）、第21掃海隊は索敵機からの「敵潜水艦30隻発見」の報告をうけて、モルッカ海において対潜掃蕩を実施した。この「敵潜水艦30隻」は鯨の誤認であった。
1月21日以降、東方攻略部隊はスラウェシ島ケンダリー攻略作戦を実施した。本作戦は、日本海軍が単独で実施した。兵力はメナド攻略時とほぼ同じであったが、第15駆逐隊と第16駆逐隊は第一根拠地部隊（司令官久保九次少将、旗艦「長良」）の指揮下に入った。攻略部隊は十一航戦（千歳、瑞穂）による哨戒・直衛下で1月21日にバンカ泊地を出撃、24日朝ケンダリーに上陸した。同日、ケンダリーから南方へ逃走する水上機母艦「チャイルズ」(USS Childs, AVD-1)を日本軍偵察機が発見、各艦（長良、第15駆逐隊、第16駆逐隊）で追撃したが捕捉できなかった。25日、攻略部隊はケンダリー飛行場の占領に成功する。だが、軽巡洋艦「長良」と駆逐艦「初春」（第21駆逐隊）の衝突事故が発生する。損傷艦・護衛部隊の離脱により兵力部署に混乱が生じた。
つづいて東方攻略部隊はアンボン島アンボンを攻略することになり、第二護衛隊指揮官（二水戦司令官田中頼三少将）が攻略の直接指揮をとる。第15駆逐隊と第16駆逐隊は、第二護衛隊（二水戦）の指揮下にもどった。第8駆逐隊も第二護衛隊に編入されていた。
従来の第二航空部隊（千歳、瑞穂）に加えて、南方部隊航空部隊の母艦航空部隊が作戦を支援した。アンボン攻略に投入された日本陸軍は、第三十八歩兵団長伊藤武夫陸軍少将を指揮官とする東方支隊であった。東方支隊の輸送船5隻は第8駆逐隊に護衛されて香港を出発、19日までにダバオに到着していた。
1月末から2月初旬にかけて、日本軍はアンボン攻略作戦を実施した。掃海隊と駆逐隊は、オランダ軍が敷設した機雷の掃海作業をおこなった。2月3日、日本軍はアンボンを占領した。
2月1日の時点で、第15駆逐隊は司令駆逐艦/第1小隊1番艦夏潮、2番艦黒潮、第2小隊3番艦親潮、4番艦早潮という編制であった。2月4日夜、第15駆逐隊はマカッサル攻略作戦に従事するためスターリング湾に到着した。

### 沈没
スラウェシ島南部マカッサルの攻略は、日本海軍が単独で攻略することになった。マカッサル攻略部隊指揮官は、第一根拠地隊司令官久保九次少将と定められた。第二航空部隊（千歳、瑞穂）はマカッサル作戦に従事することになったが、第二護衛隊（神通、第7駆逐隊、第16駆逐隊）はアンボン作戦を続行した。
2月5日、マカッサル攻略部隊（軽巡長良、第8駆逐隊〈大潮、朝潮、満潮、荒潮〉、第15駆逐隊〈夏潮、黒潮、親潮、早潮〉、第21駆逐隊〈若葉、子日、初霜〉等）はセレベス島スターリング湾に集結した。前日には蘭印部隊主隊に所属していた駆逐艦「涼風」（第24駆逐隊）がアメリカ潜水艦「スカルピン (USS Sculpin, SS-191) 」の雷撃で大破しており、船団はすでに連合国軍潜水艦に狙われていた。2月6日夕刻、マカッサル攻略船団はスターリング湾を出撃する。その前路掃蕩に従事していた駆逐艦「満潮」（第8駆逐隊）はスカルピンに爆雷攻撃を行うが、取り逃がした（満潮報告では効果確実）。
2月8日、船団はマカッサルに接近するが天候不良となり、攻略部隊指揮官久保九次少将は指揮下部隊・各艦に天候不良時の上陸方法について指示を行う。マカッサル入港時、攻略船団は各艦相互に通信をおこなって識別灯を点灯しており、対潜警戒をおろそかにしていた。
同日22時15分、輸送船団後尾にいた「夏潮」はスラウェシ島のマカッサル沖南緯5度36分9秒 東経119度6分6秒 / 南緯5.60250度 東経119.10167度で米潜水艦S37（USS S-37,SS-142）の雷撃に遭った。
魚雷1本が艦中央前部機械室左舷に命中し船体に大破孔ができ、上甲板は膨れ上がった。また爆発と同時に九三式魚雷を装填していた2番魚雷発射管と測量儀が吹き飛び、被害箇所に近い位置にあった内火艇や探照灯も破壊された。これにより前部機械室と第三缶室が浸水、主機械破壊により航行不能となり左に2度傾斜したが、この時点では沈没せず僚艦「黒潮」の曳航でスラウェシ島ケンダリに退避する事になった。
佐藤（第15駆逐隊司令）は司令駆逐艦を「夏潮」から「親潮」に変更する。2隻（黒潮、夏潮）を「親潮」が護衛した。黒潮駆逐艦長によれば、当初は機雷による被害だと考えていたという。マカッサル上陸作戦そのものは成功した。
2月9日7時15分、「親潮」（第15駆逐隊司令）より緊急電が発信された。タナケナ島の南で風向が急変、急速に浸水が進んだ。手の施しようがなく、「夏潮」は次第に中央部が沈降し、つづいて艦首と艦尾を持ち上げV字型に折れ曲がり、前後に分断。8時43分に沈没した。乗員は「親潮」と「黒潮」に収容された。沈没時点の戦死者は8名、重傷者6名。沈没地点南緯5度53分 東経119度26分 / 南緯5.883度 東経119.433度。曳航失敗の原因について夏潮駆逐艦長は「被害認定が甘かった」と回想している。
なお『このまま沈めてしまうのはかわいそうである。はなばなしく自爆して最後を飾ろう』という乗組員のはからいにより、爆雷に細工が行われた。水雷科員は投下器に装填中の爆雷全てを起爆深度を30mに設定、船体水没後、「夏潮」は巨大な水柱を上げ自爆した。僚艦に救助された夏潮乗員はセレベス島ケンダリに入港後、日本海軍初の生き残りとして珍しがられ各方面から見舞い品が届き、親切にされたという。その後、玄洋丸と建洋丸を乗り継いで内地へ帰投した。第二水雷戦隊司令官田中頼三少将（旗艦神通）は夏潮乗組員達に対し『開戦以来二ヶ月余ニ亘リ、艦長以下乗員一同ノ労苦ヲ多トシ、戦没セル勇士ノ英霊ニ衷心敬意ヲ表スルト共ニ、帰還後更ニ新任務ニ就カントスル諸子ノ自重自愛ヲ祈ル』との電文を送った。長井（夏潮艦長）は2月14日付で呉鎮守府付となり、夏潮駆逐艦長の職務を解かれた。
駆逐艦「夏潮」は2月28日、
第15駆逐隊、
帝国駆逐艦籍、
陽炎型駆逐艦、
それぞれから除籍された。夏潮残務処理は3月3日から呉海兵団内でおこなわれ、4月6日に終了した。

## 歴代艦長
艤装員長
1. 野間口兼知 中佐：1940年5月1日[25] - 1940年8月31日[31]

駆逐艦長
1. 野間口兼知 中佐：1940年8月31日[31] - 1941年10月20日[50]
2. 長井純隆 中佐：1941年10月20日[50] - 1942年2月14日[136]